# Triple couronne (plat)
Pour les articles homonymes, voir Triple couronne.
La Triple couronne consiste en une série de trois courses pour chevaux pur-sang anglais de trois ans, sur trois distances différentes. Remporter ces trois courses est le sommet du classicisme, et un exploit d’autant plus rare qu’aujourd’hui la spécialisation des chevaux sur leur distance le rend de moins en moins probable en Europe. 

## Angleterre

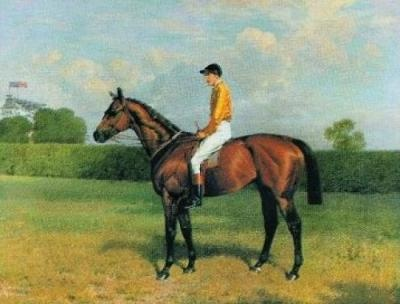
Ormonde, quatrième vainqueur de la Triple Couronne anglaise en 1886

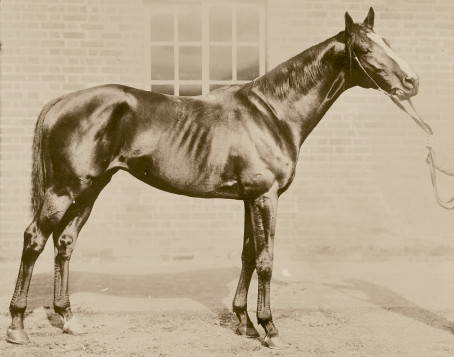
Flying Fox, huitième vainqueur de la Triple Couronne anglaise en 1899

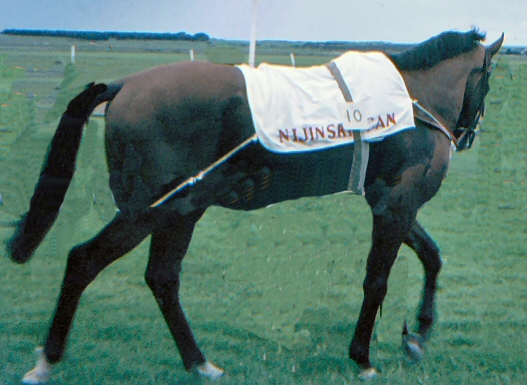
Nijinsky, quinzième vainqueur de la Triple Couronne anglaise en 1970

La Triple Couronne est ainsi constituée à partir des victoires de West Australian en 1853 dans les trois plus grandes épreuves anglaises pour 3 ans. 

### Épreuves
1. Les 2000 Guineas pour les mâles ou les 1000 Guinées pour les femelles, courues début mai sur l'hippodrome de Newmarket, sur la distance de 1 600 m (un mile).
2. Le Derby pour les mâles ou les Oaks pour les femelles, courus début juin sur l’hippodrome d’Epsom, sur la distance de 2 400 m (un mile et demi).
3. Le St. Leger, couru début septembre sur l’hippodrome de Doncaster, sur la distance de 2 800 m (14 furlongs).

15 poulains seulement sont parvenus à remporter la triple couronne britannique, dont un français, Gladiateur en 1865. Le dernier en date, Nijinsky, a été couronné en 1970. Il s’agissait d’une première depuis 1935. Le challenge est tombé en désuétude depuis que les poulains se spécialisent de plus en plus sur une distance. Après Nijinsky, seuls Nashwan en 1987, Sea The Stars en 2009 et Camelot en 2012 ont réussi le doublé 2000 Guinées / Derby ; Mais seul Camelot tenta l'aventure dans le St. Leger, terminant deuxième.
Du côté des pouliches, elles sont neuf à y être parvenues, deux d'entre elles, Formosa et Sceptre, parvenant même à s'adjuger quatre classiques, puisqu'elles ont ajouté les 2000 Guinées à leur grand chelem. 

### Lauréats de la Triple Couronne anglaise
| Année | Vainqueur       | Père            | Jockey                 | Entraineur        | Propriétaire              |
| 1853  | West Australian | Melbourne       | Frank Butler           | John Scott        | John Bowes                |
| 1865  | Gladiateur      | Monarque        | Harry Grimshaw         | Tom Jennings, Sr. | Frédéric de Lagrange      |
| 1866  | Lord Lyon       | Stockwell       | Harry Custance         | James Dover       | Richard Sutton            |
| 1886  | Ormonde         | Bend Or         | F. Archer / G. Barrett | John Porter       | Duc de Westminster        |
| 1891  | Common          | Isonomy         | George Barrett         | John Porter       | Sir Frederick Johnstone   |
| 1893  | Isinglass       | Isonomy         | Tommy Loates           | James Jewitt      | Harry L. B. McCalmont     |
| 1897  | Galtee More     | Kendal          | Charlie Wood           | Sam Darling       | John Gubbins              |
| 1899  | Flying Fox      | Orme            | Morny Cannon           | John Porter       | Duc de Westminster        |
| 1900  | Diamond Jubilee | St. Simon       | Herbert Jones          | Richard Marsh     | Édouard, Prince de Galles |
| 1903  | Rock Sand       | Sainfoin        | Danny Maher            | George Blackwell  | Sir James Miller          |
| 1915  | Pommern         | Polymelus       | Steve Donoghue         | Charles Peck      | Solly Joel                |
| 1917  | Gay Crusader    | Bayardo         | Steve Donoghue         | Alec Taylor, Jr.  | Alfred W. Cox             |
| 1918  | Gainsborough    | Bayardo         | Joseph Childs          | Alec Taylor, Jr.  | Lady James Douglas        |
| 1935  | Bahram          | Blandford       | F. Fox / C. Smirke     | Frank Butters     | Aga Khan III              |
| 1970  | Nijinsky        | Northern Dancer | Lester Piggott         | Vincent O'Brien   | Charles W. Engelhard, Jr. |

### Lauréates de la Triple Couronne anglaise

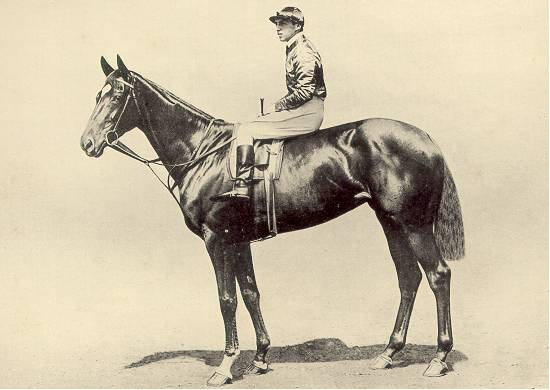
Pretty Polly, sixième lauréate de la Triple Couronne anglaise des pouliches en 1904

| Année | Vainqueur    | Père       | Jockey                   | Entraineur          | Propriétaire               |
| 1868  | Formosa      | Buccaneer  | G. Fordham / T. Chaloner | Henry Woolcott      | William Graham             |
| 1871  | Hannah       | King Tom   | Charlie Maidment         | Joseph Hayhoe       | Mayer A. de Rothschild     |
| 1874  | Apology      | Adventurer | John Osborne, Jr.        | William Osborne     | John King                  |
| 1892  | La Flèche    | St. Simon  | G. Barrett / J. Watts    | John Porter         | Maurice de Hirsch          |
| 1902  | Sceptre      | Persimmon  | H. Randall / F. Hardy    | Robert Sievier      | Robert Sievier             |
| 1904  | Pretty Polly | Gallinule  | William Lane             | Peter Gilpin        | Major Eustace Loder        |
| 1942  | Sun Chariot  | Hyperion   | Gordon Richards          | Fred Darling        | George VI                  |
| 1955  | Meld         | Alycidon   | Harry Carr               | Cecil Boyd-Rochfort | Lady Zia Wernher           |
| 1985  | Oh So Sharp  | Kris       | Steve Cauthen            | Henry Cecil         | Cheikh Mohammed Al Maktoum |

## Belgique
En Belgique, la triple couronne n'existe plus. Elle était autrefois différente pour mâles et femelles :
Pour les mâles :
1. Poule d'Essai des Poulains
2. Derby Belge
3. Saint Léger Belge

Anciens vainqueurs:
- Kitty (1926)
- Bayeux (1947)
- Soudard (1971)
- Epsiba (1980)
- Camiros (1982)
- Abbey's Grey (1989)
- Super Native (1990)

Pour les femelles:
1. Poule d'Essai des Pouliches
2. Prix de Gustave Roy de Blicquy
3. Saint Léger Belge

Anciens vainqueurs:
- Domitillia, (1959)

## Irlande
En Irlande, la triple couronne est calquée sur le modèle britannique :
1. Irish 2000 Guineas, (1 600 m, Curragh)
2. Irish Derby, (2 400 m, Curragh)
3. Irish St Leger, (2 800 m, Curragh)

Depuis la première édition des Irish 2000 Guineas en 1921, deux chevaux seulement se sont adjugés les trois courses : Museum en 1935 et Windsor Slipper en 1942.

## France

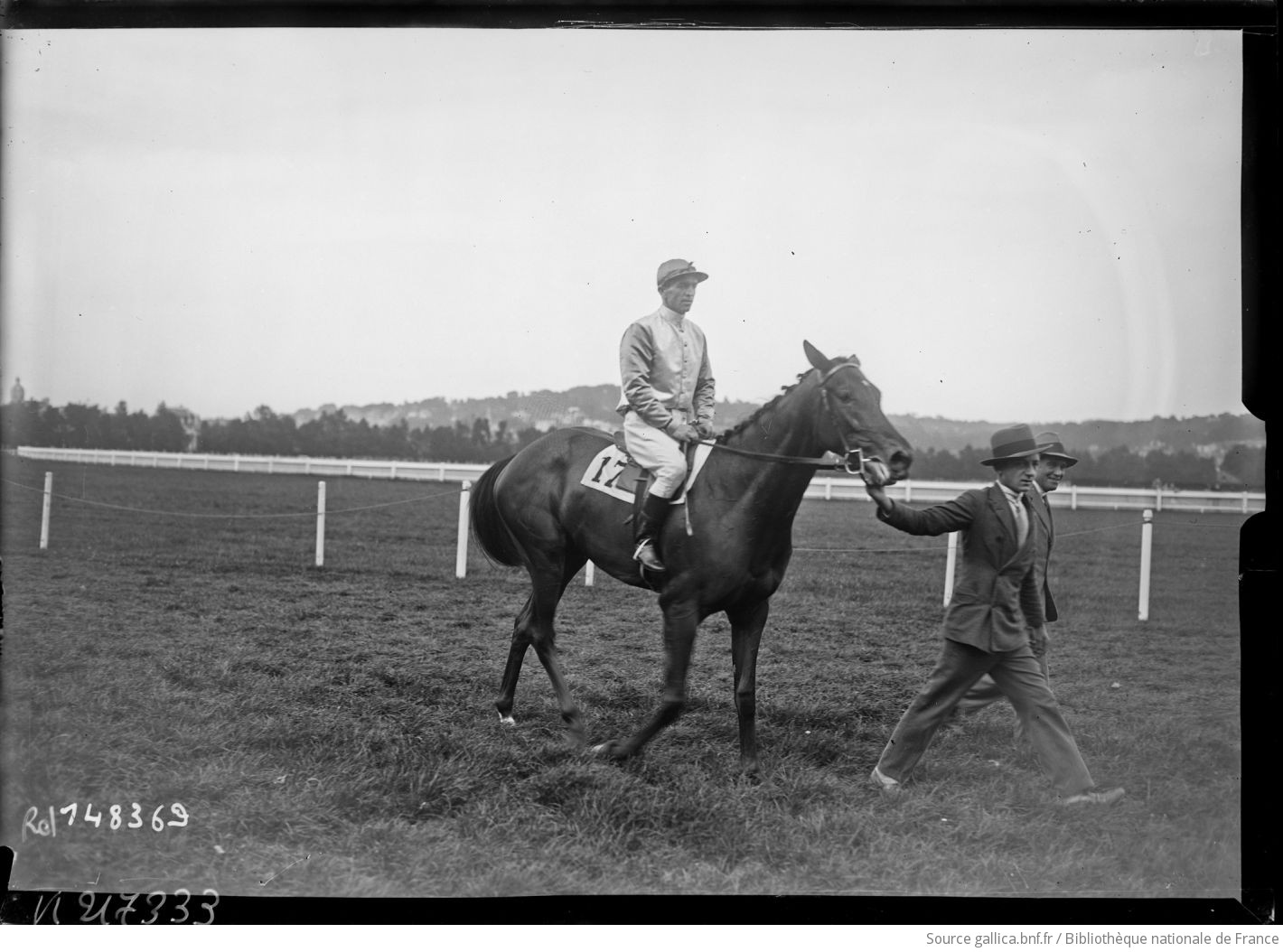
Pearl Cap, lauréate de la Triple Couronne des pouliches françaises en 1931

En France, la triple couronne est différente pour mâles et femelles :
Pour les mâles :
1. la Poule d'Essai des Poulains (1 600 m, Longchamp) ;
2. le Prix du Jockey Club (2 100 m, Chantilly) ;
3. le Grand Prix de Paris (2 400 m, Longchamp).

Pour les femelles :
1. la Poule d'Essai des Pouliches (1 600 m, Longchamp) ;
2. le Prix de Diane (2 100 m, Chantilly) ;
3. le Prix Vermeille (2 400 m, Longchamp).

Cet exploit a été réalisé par Pearl Cap en 1931, Nikellora en 1945, Corteira en 1948, Allez France en 1973 et Zarkava en 2008.

## États-Unis

### Épreuves
Les trois épreuves de la Triple couronne américaine sont :
1. Le Kentucky Derby, couru le premier samedi de mai à l’hippodrome de Churchill Downs (Louisville), sur la distance de 2 000 m.
2. Les Preakness Stakes, courues le troisième samedi de mai à l’hippodrome de Pimlico (Baltimore), sur la distance de 1 900 m
3. Les Belmont Stakes, courues début juin à l’hippodrome de Belmont Park (dans la banlieue de New York), sur la distance de 2 400 m

La dénomination « triple couronne américaine » date de 1930 et des victoires de Gallant Fox dans les trois courses.

### Histoire
Treize chevaux ont remporté la triple couronne américaine. Contrairement à ses équivalents anglais et irlandais, le challenge américain demeure très prisé, et souvent le vainqueur du Kentucky Derby se retrouve au départ des deux autres manches. Il a fallu patienter 36 éditions ans entre le triplé d'Affirmed et celui d'American Pharoah. Entretemps, plusieurs chevaux sont passés tout près de l’exploit, tels Real Quiet en 1998 (vainqueur des Kentucky Derby et des Preakness Stakes, 2e des Belmont Stakes, battu d’un souffle par Victory Gallop), Charismatic l’année suivante, qui remporta les deux premières épreuves et pouvait prétendre à la victoire dans les Belmont Stakes lorsqu’il s’accidenta à quelques mètres du poteau et termina troisième, Funny Cide en 2003 (vainqueur des Derby et des Preakness St., 3e des Belmont St.), Smarty Jones en 2004 (vainqueur des Derby et des Preakness St., 2e des Belmont St.) ou Afleet Alex en 2005 (3e du Derby, vainqueur des Preakness St. et des Belmont St.). Un seul cheval s’est classé 2e des trois courses : Alydar, battu à chaque fois de peu par Affirmed au prix d'une légendaire rivalité. Wayne Lukas est l’unique entraîneur ayant remporté les trois courses avec deux chevaux, Thunder Gulch et Timber Country en 1995. Depuis 2005, la firme Visa promet un bonus de 5 millions de dollars au vainqueur de la triple couronne.

### Lauréats de la Triple Couronne américaine

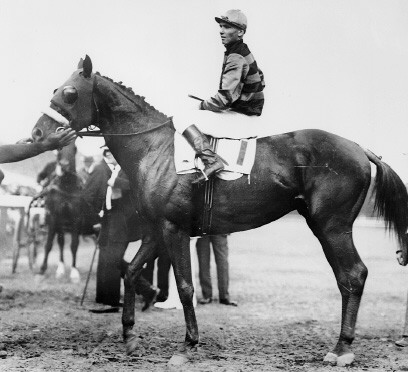
Sir Barton, premier vainqueur de la Triple Couronne américaine en 1919

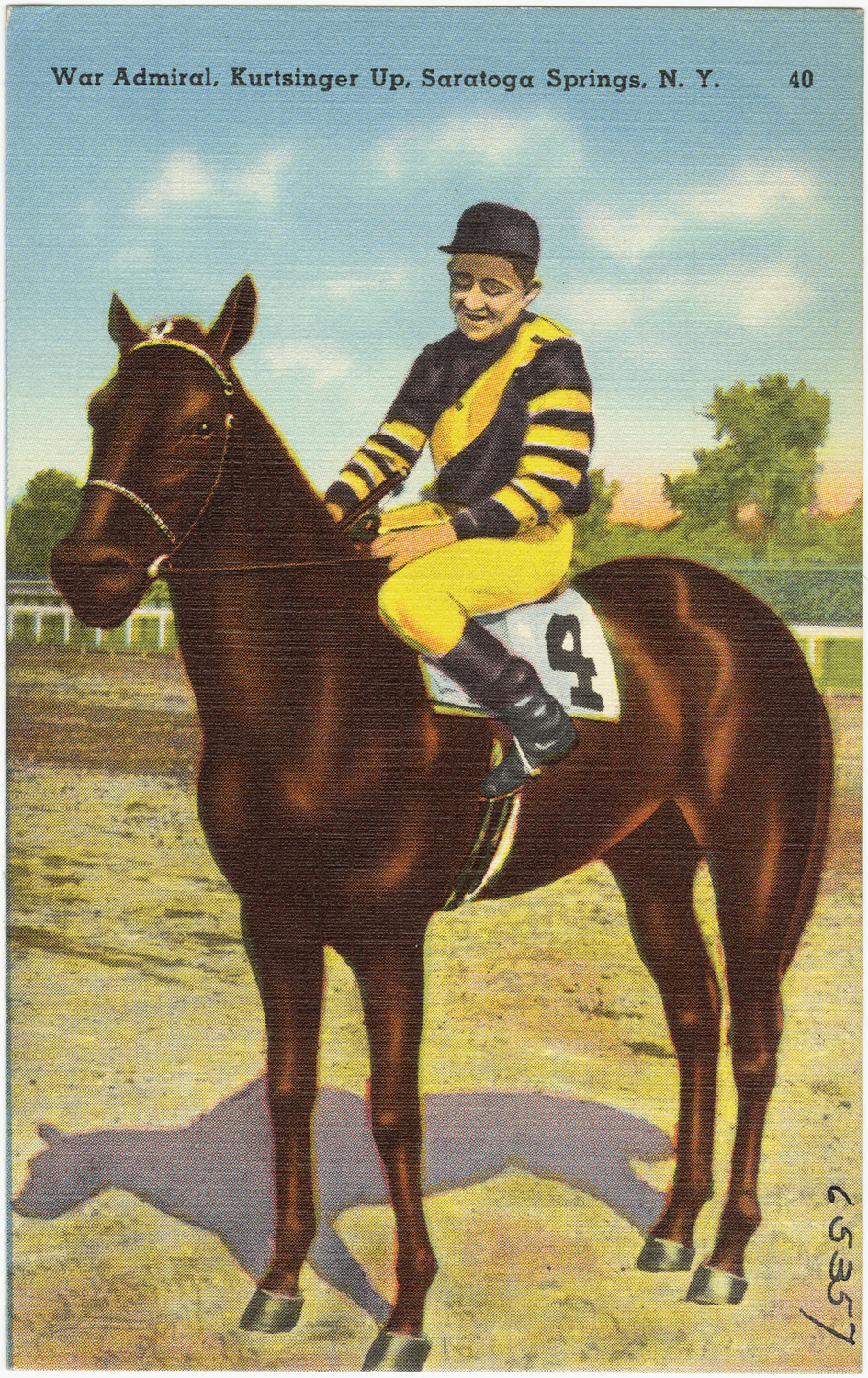
War Admiral, quatrième vainqueur de la Triple Couronne en 1937

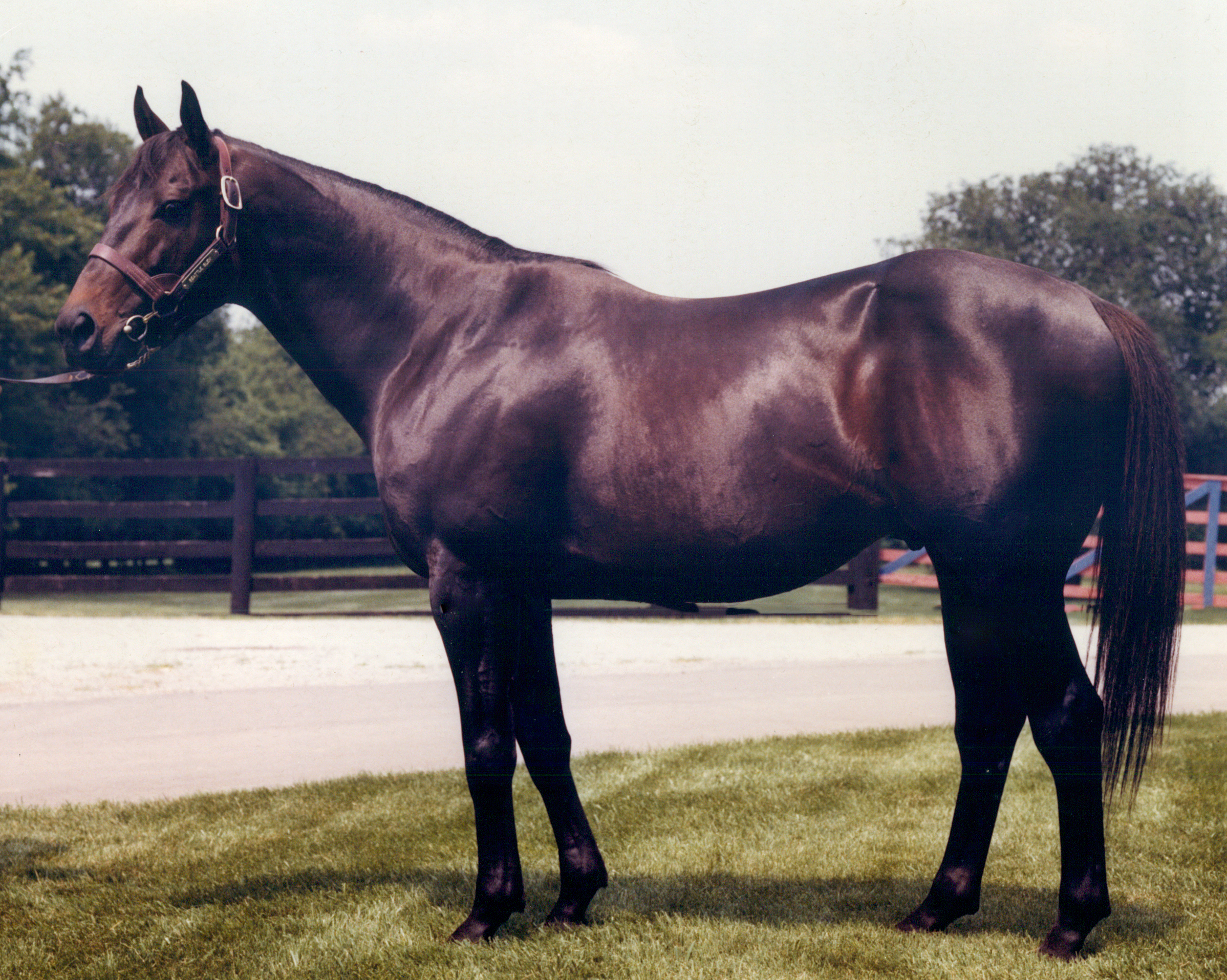
Seattle Slew, dixième vainqueur de la Triple Couronne américaine en 1977

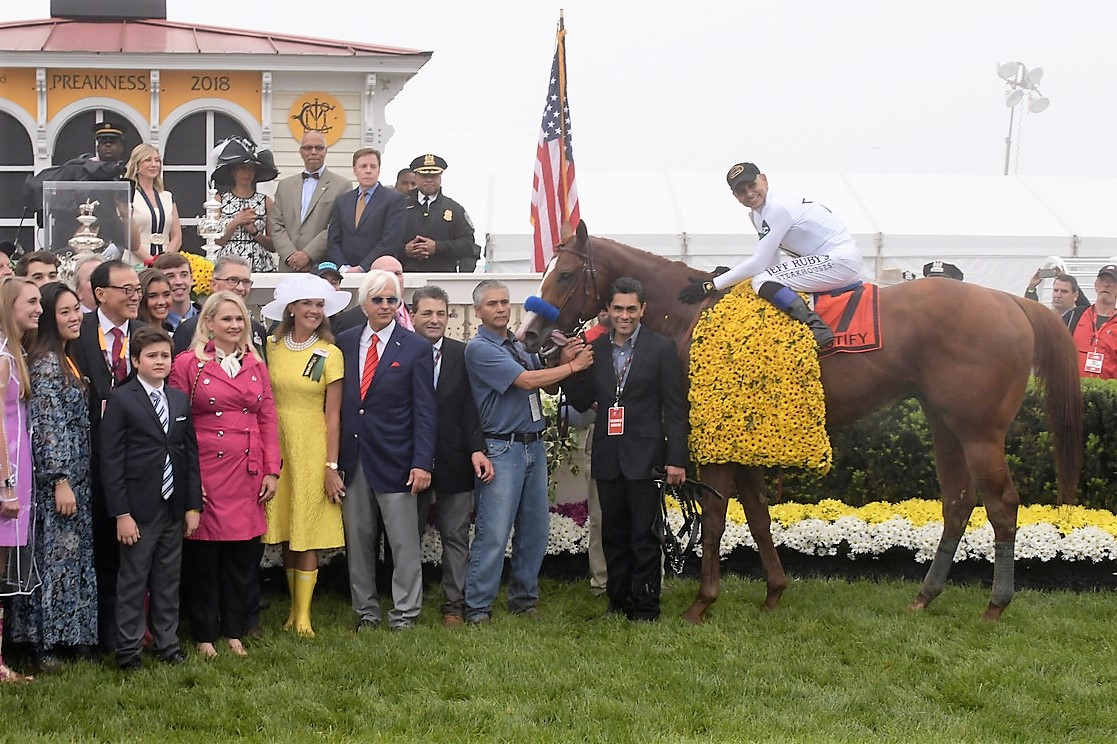
Justify, treizième vainqueur de la Triple Couronne américaine en 2018

| Année | Vainqueur        | Jockey             | Entraîneur        | Propriétaire     | Casaque          |
| 1919  | Sir Barton       | Johnny Loftus      | H. Guy Bedwell    | J. K. L. Ross    |                  |
| 1930  | Gallant Fox      | Earl Sande         | Jim Fitzsimmons   | Belair Stud      |                  |
| 1935  | Omaha            | William Saunders   | Jim Fitzsimmons   | Belair Stud      |                  |
| 1937  | War Admiral      | Charley Kurtsinger | George Conway     | Samuel D. Riddle |                  |
| 1941  | Whirlaway        | Eddie Arcaro       | Ben A. Jones      | Calumet Farm     |                  |
| 1943  | Count Fleet      | Johnny Longden     | G. Donald Cameron | John D. Hertz    |                  |
| 1946  | Assault          | Warren Mehrtens    | Max Hirsch        | King Ranch       | Assault          |
| 1948  | Citation         | Eddie Arcaro       | Ben A. Jones      | Calumet Farm     |                  |
| 1973  | Secretariat      | Ron Turcotte       | Lucien Laurin     | Meadow Stable    |                  |
| 1977  | Seattle Slew     | Jean Cruguet       | William H. Turner | Karen L. Taylor  |                  |
| 1978  | Affirmed         | Steve Cauthen      | Laz Barrera       | Harbor View Farm | Affirmed         |
| 2015  | American Pharoah | Victor Espinoza    | Bob Baffert       | Ahmed Zayat      | American Pharoah |
| 2018  | Justify          | Mike Smith         | Bob Baffert       | China Horse Club |                  |

## Canada
Instaurée en 1959, la triple couronne canadienne est constituée des épreuves suivantes
1. Le Queen's Plate en juin, sur 2 000 m à Woodbine;
2. Les Prince of Wales Stakes en juillet, sur 1 900 m à Fort Erie;
3. Les Breeders' Stakes en août, sur 2 400 m  à Woodbine.

Sept chevaux ont réussi la série : 
- New Providence (1959)
- Canebora (1963)
- With Approval (1989)
- Izvestia (1990)
- Dance Smartly (1991)
- Peteski (1993)
- Wando (2003)

## Japon

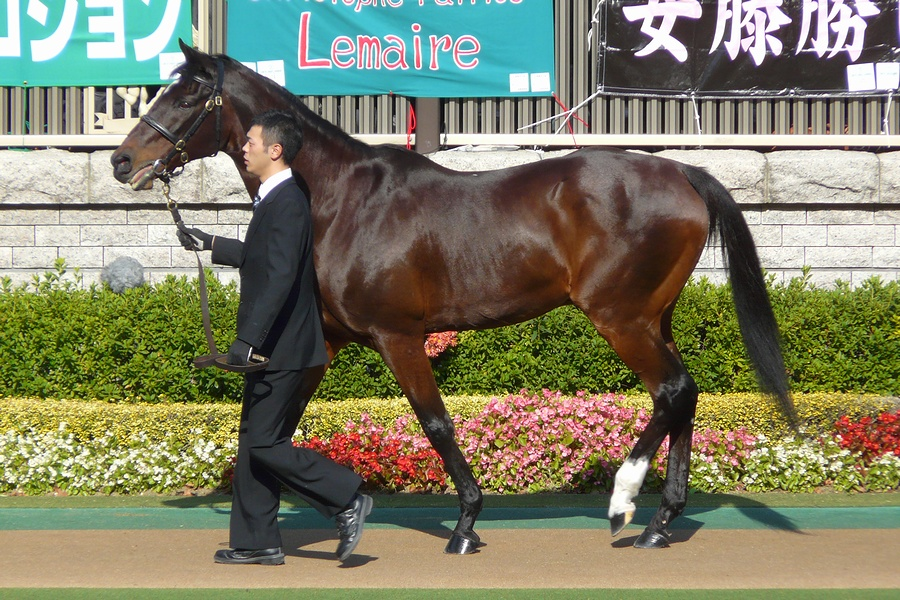
Symboli Rudolf, quatrième vainqueur de la Triple Couronne japonaise en 1984

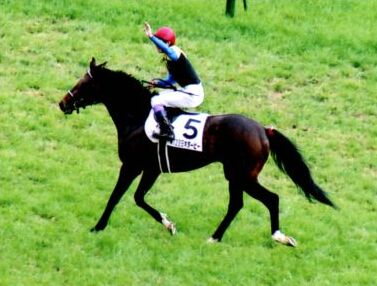
Deep Impact, sixième vainqueur de la Triple Couronne japonaise en 2005

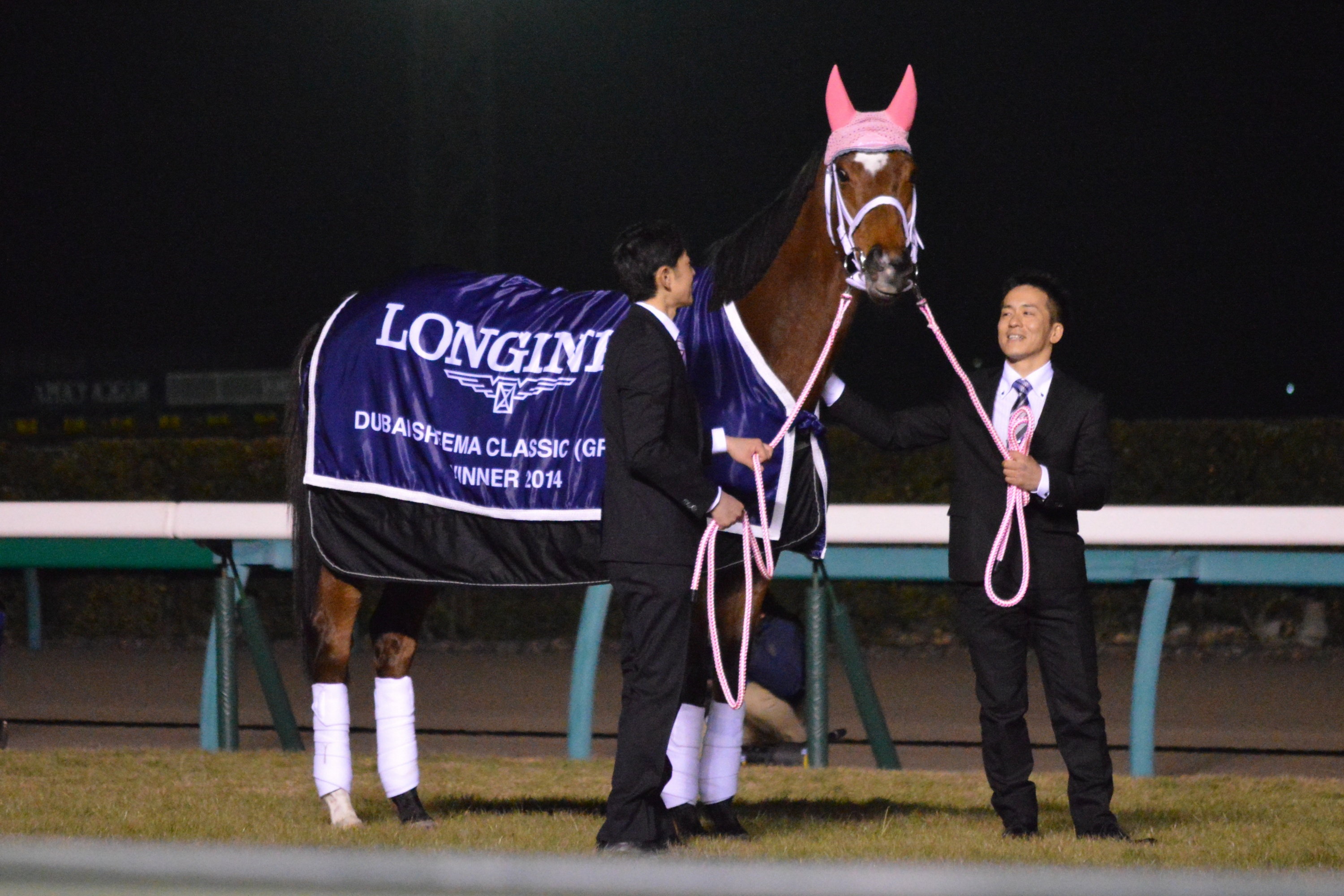
Gentildonna, quatrième lauréate de la Triple Tiare japonaise en 2012

Le Japon possède également sa triple couronne  
Pour les poulains : 
1. Le Satsuki Shō (2000 Guinées japonaises), Hippodrome de Nakayama, Funabashi
2. Le Tokyo Yūshun (Derby du Japon), Hippodrome de Fuchu, Tōkyō
3. Le Kikuka Shō (St.Leger japonais), Hippodrome de Kyōto, Kyōto

Liste des lauréats de la triple couronne japonaise : 
- 1941 – St Lite (Diolite)
- 1964 – Shinzan (Hindostan)
- 1983 – Mr. C.B. (Tosho Boy)
- 1984 – Symboli Rudolf (Partholon)
- 1994 – Narita Brian (Brian's Time)
- 2005 – Deep Impact (Sunday Silence)
- 2011 – Orfevre (Stay Gold)
- 2020 – Contrail (Deep Impact)

Pour les pouliches, on parle aussi de triple tiare :
1. Oka Shō (1000 Guinées japonaises), Hippodrome de Hanshin, Takarazuka
2. Yūshun Himba (Oaks japonaises), à Hippodrome de Fuchu, Tōkyō
3. Shuka Shō (depuis 1996), Hippodrome de Kyoto / Queen Elizabeth II Commemorative Cup (1976–1995)

Liste des lauréates de la triple couronne japonaise (ou triple tiare) : 
- 1986 – Mejiro l'Amone (Mogami)
- 2003 – Still in Love (Sunday Silence)
- 2010 – Apapane (King Kamehameha)
- 2012 – Gentildonna (Deep Impact)
- 2018 – Almond Eye (Lord Kanaloa)
- 2020 – Daring Tact (Epiphaneia)
- 2023 – Liberty Island (Duramente)

## Hong Kong
La triple couronne de Hong Kong se déroule uniquement à l'hippodrome de Sha Tin :
1. La Hong Kong Steward's Cup (1 600 m, en janvier)
2. La Hong Kong Gold Cup (2 000 m, en février)
3. La Hong Kong Champions & Chater Cup, (2 400 m, en mai)

En 1994, River Verdon devint le premier, et à ce jour unique, vainqueur de cette triple couronne.